# Argyrolepidia comma
Argyrolepidia comma är en fjärilsart som beskrevs av Talbot 1929. Argyrolepidia comma ingår i släktet Argyrolepidia och familjen nattflyn. Inga underarter finns listade i Catalogue of Life.